# Gangō-ji

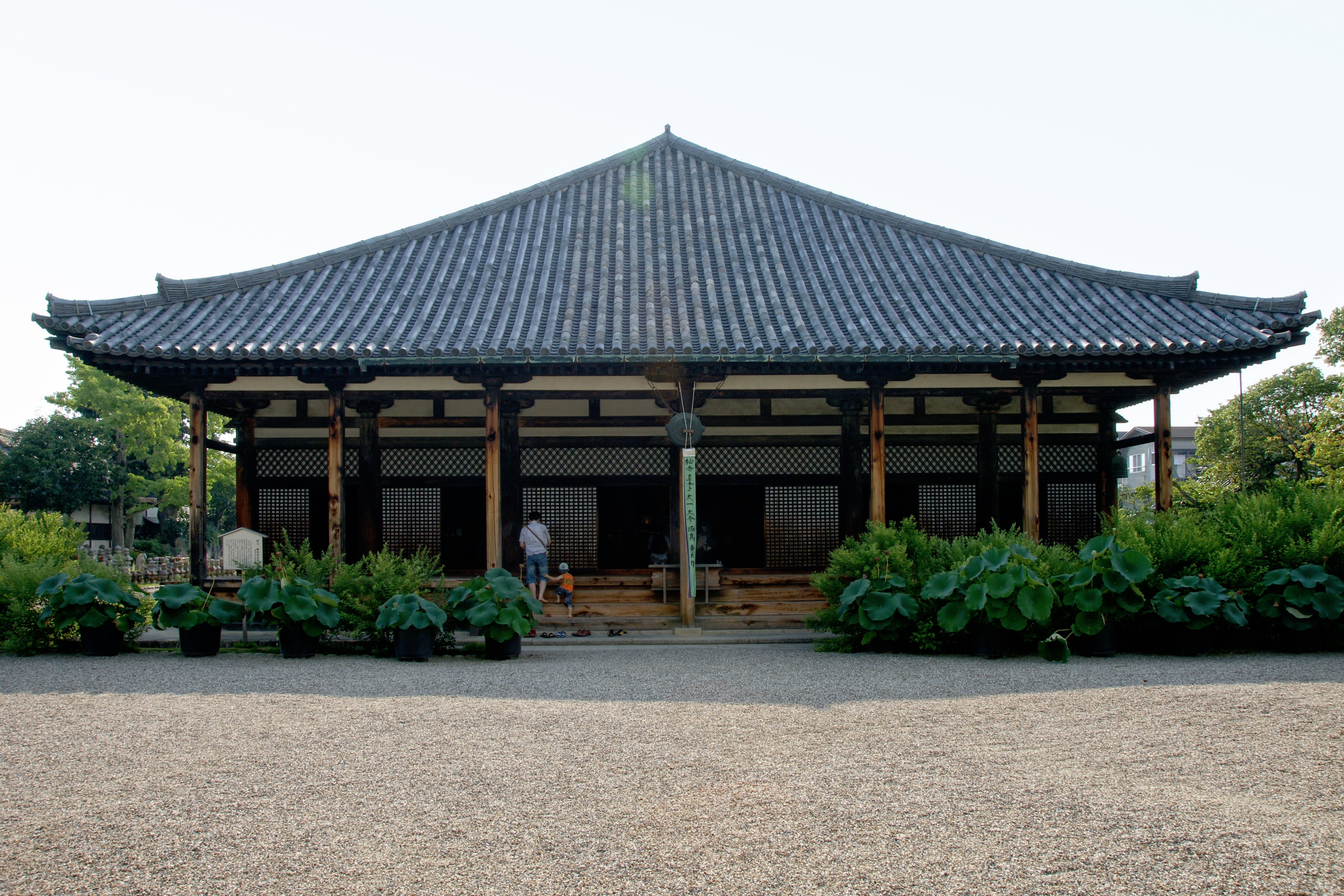
Gangō-ji Gokurakubō (元興寺極楽坊)

Der Gangō-ji (jap. 元興寺) gilt als der älteste buddhistische Tempel Japans. Er befindet sich heute in der Stadt Nara.

## Geschichte
Der Gangō-ji, dessen ursprünglicher Name Hōkō-ji (法興寺) lautete, wurde von 593-6 im Auftrag Soga no Umakos, erbaut. Zu dieser Zeit hieß er auch Asuka-dera, weil in Asuka (Bezirk Takichi, Yamato) dem alten Hauptstadtgebiet gelegen (飛鳥寺, 34° 28′ 43,1″ N, 135° 49′ 12,6″ O). Gemeinsam mit dem Yakushi-ji wurde er 716-8 auf Geheiß von Kaiser Genshō nach Heijō-kyō (Nara) verlegt. Dieser wurde dort Shin-Gangō-ji („neuer Gangō-ji“) und der alte Hon-Gangō-ji („ursprünglicher Gangō-ji“) genannt. 605/6 wurden die 16-Ellen-Shaka-Buddha (einer aus Kupfer, der andere eine gestickte Figur) vollendet, für den König Yeongyang von Goguryeo 300 Ryō „gelbes Metall“ gespendet hatte und wurden als Honzon (Hauptgnadenbild) in der Kondō aufgestellt. Der Tempel ist einer der sieben großen Tempel Naras. 20 Jahre später wurde von hier erstmals Sanron verbreitet.
780 gingen Pagode und Kondō in Flammen auf, 887 (Ninna 3. Jahr) brannte der Tempel wieder ab, wurde aber neu erbaut. Im Wesentlichen blieb vom Hon-Gangō-ji der Asuka-Daibutsu (Große Buddha) erhalten. Während der Nara-Zeit und kurz nachher machte der Shin-Gangō-ji viel von sich reden, so groß war die Zahl seiner Gebäude. 
Auf dem Gelände des historischen Gangō-ji gibt es heute zwei Tempel dieses Namens, die aber unterschiedlichen buddhistischen Schulen angehören. Der nördliche Gangō-ji, der im Stadtviertel Chuin-cho, von dem hier die Rede ist, gehört zur Schule Shingon-risshu, zur Shingon-ritsu-Schule. Heute ist er ein Zweigtempel des Saidai-ji. Das hier verehrte Hauptkultbild (Honzon) ist das Chiko-Mandala. 
Daneben gibt es noch einen südlicher gelegenen Gangō-ji im Stadtviertel Shibanoshinya-cho neben der Pagoden-Ruine, der gehört zur Kegon-Schule und ist heute ein Zweigtempel des Todai-ji. In diesem Kegon-shu-Gangō-ji wird als Hauptkultbild (Honzon) eine elfköpfige Kannon verehrt. 
Nur der Gangō-ji im Chuin-cho ist Teil einer Anzahl von Tempeln, Schreinen und Palästen in Nara, die die UNESCO zum Weltkulturerbe erklärt hat.

## Nationalschätze und wichtige Kulturgüter
Der Komplex des Gangō-ji besitzt mehrere Nationalschätze. Der Gokurakubō (極楽坊), ein gut erhaltenes Gebäudeensemble, bestehend aus der Haupthalle (Hondo) und dem Zen-Raum (Zenshitsu), und die fünf-stöckige, 5,50 m hohe Miniatur-Pagode sind als Nationalschätze Japans klassifiziert. Das Grundgeschoß dieser Miniatur-Pagode (Go-ju-no-sho-to), dessen Wandfüllungen weiß gestrichen sind, ist auf der Basis von 3 × 3 Ken aufgebaut. Insgesamt ist die Pagode 5,50 m hoch. Die Dächer sind aus Holz, aber in Form von Hongawarabuki. 
Zu den wichtigen Kulturgütern auf nationaler Ebene gehören eine sitzende Figur eines Amida Nyorai, eine Standfigur des Prinzen Shotoku und eine Sitzfigur von Kobo Daishi. Zu den wichtigen Kulturgütern auf präfekturaler Ebene gehört eine Figur eines Namu Buddha Taishi.
Der Kegon-shu Gangō-ji im Stadtviertel Shibanoshinya-cho besitzt ebenfalls einen Nationalschatz, eine hölzerne Standfigur eines Yakushi Nyorai aus der frühen Heian-Zeit; er wird im Nara National Museum aufbewahrt.

## Pagoden-Ruine
Die Grundplattform einer einst fünfstöckigen Pagode (Gango-ji-to-ato) ist im Süden des Tempelgeländes in der Nähe des Tempels Kegonshu Gango-ji zu finden. Man erkennt die ursprüngliche Struktur: Jede Seite wird aus vier Basen gebildet, es war also eine 3 × 3 Ken-Konstruktion. In der Mitte der inneren vier Basen liegt ein besonders großer Basisstein für die riesige zentrale Holzsäule, die das Rückgrat der ganzen Pagode bildete. Die Lage abseits der Hauptgebäude zeigt, dass die Ausdehnung früher viel größer war und der Hauptteil des Tempelgeländes heute vom Stadtteil Naramachi überbaut ist.